# Lancaster (Missouri)
Lancaster város az USA Missouri államában. Lakosainak száma 675 fő (2020. április 1.).

## Népesség
A település népességének változása:

| 2010 | 728 |
| 2020 | 675 |